# Jamie Lidell
Jamie Lidell er en sanger/producer fra Storbritannien.

## Diskografi

### Albums
| År   | Album                | Højeste hitlisteplacering | Højeste hitlisteplacering | Højeste hitlisteplacering | Højeste hitlisteplacering | Højeste hitlisteplacering | Højeste hitlisteplacering | Certificeringer |
| År   | Album                | BEL (Fl)                  | BEL (Wa)                  | FRA                       | NED                       | SWI                       | US                        | Certificeringer |
| ---- | -------------------- | ------------------------- | ------------------------- | ------------------------- | ------------------------- | ------------------------- | ------------------------- | --------------- |
| 2000 | Muddlin Gear         | —                         | —                         | —                         | —                         | —                         | —                         |                 |
| 2005 | Multiply             | 63                        | —                         | —                         | 37                        | —                         | —                         |                 |
| 2006 | Multiply Additions   | —                         | —                         | —                         | —                         | —                         | —                         |                 |
| 2008 | Jim                  | 14                        | 98                        | 81                        | 17                        | —                         | 183                       |                 |
| 2010 | Compass              | 10                        | —                         | 127                       | 44                        | 70                        | —                         |                 |
| 2013 | Jamie Lidell         | 13                        | 129                       | —                         | 64                        | 66                        | —                         |                 |
| 2016 | Building a Beginning | 68                        | 176                       | —                         | 97                        | —                         | —                         |                 |

### EP'er
- Freekin the Frame (1997)
- 3 4 U (2020)